# Канингра
Канингра (Kaningara) — папуасский язык, на котором говорят в 2 деревнях около реки Блэкуотер, южнее озера Куванмас провинции Восточный Сепик в Папуа — Новой Гвинее. Включается в состав аламблакских языков вместе с языком аламблак.